# Microdiffrazione dei raggi X
La tecnica denominata micro-diffrazione dei raggi X si basa sui fondamenti teorici della diffrazione dei raggi X e permette di effettuare analisi su aree microscopiche di campioni di dimensione estremamente variabile.
Questa tecnologia è stata resa accessibile ai laboratori solo negli ultimi anni: in passato è stata utilizzata e sviluppata solamente presso i sincrotroni grazie ad elevate intensità del fascio di raggi X ed all'impiego di complessi sistemi ottici in grado di focalizzare il fascio allo scopo di ottenere risoluzioni spaziali nell'ordine del micron.
Questa tecnica permette lo studio delle proprietà strutturali del materiale quali:
- analisi della composizione delle fasi cristalline;
- analisi del grado di cristallinità;
- misurazione della dimensione dei cristalliti;
- rilevamento dell'orientazione preferenziale;
- verifica delle tensioni residue.

È inoltre possibile ottenere indicazioni della variabilità delle suddette quantità in funzione della distanza dalla superficie del campione sfruttando una risoluzione spaziale che può arrivare a 100 µm permettendo la ricerca di un'eventuale disomogeneità strutturale del campione.
Grazie a questo la micro-diffrazione può trovare larghi campi di applicabilità sia nel campo della ricerca e sviluppo dei materiali che nel controllo qualità.
La tradizionale diffrattometria si differenzia per l'impiego di sorgenti caratterizzate da intensità di parecchi ordini di grandezza inferiore alla luce di sincrotrone e dall'utilizzo di rivelatori puntuali e lineari che permettono l'analisi di campioni di dimensioni superiori al centimetro.
L'applicabilità di questa tecnologia in laboratorio trova origine nello sviluppo di rivelatori bidimensionali utilizzabili anche in diffrattometri commerciali; questi, a differenza dei rivelatori lineari e puntuali, sono in grado di raccogliere lo spettro di diffrazione bidimensionale tramite una sola esposizione. Grazie a ciò i tempi di acquisizione vengono drasticamente ridotti rendendo possibile la misura su aree di dimensioni inferiori utilizzando quindi basse intensità.